# IND Crosstown Line
IND Crosstown Line, dite aussi ligne Brooklyn–Queens Crosstown, est une ligne (au sens de tronçon du réseau) souterraine du métro de New York qui dessert les arrondissements de Brooklyn et du Queens. 
Elle est issue de l'ancien réseau de l'Independent Subway System (IND) tout comme la Eighth Avenue Line et la Sixth Avenue Line. Elle fait donc partie de la Division B et constitue l'une des lignes principales (trunk lines) du réseau qui donnent leur couleur (en l’occurrence le vert citron) aux dessertes (services) qui les empruntent. La ligne, dont une partie a été inaugurée en 1933 fut achevée en 1937, et comporte aujourd'hui 13 stations.  Elle présente en outre la particularité (avec l'IRT Flushing Line et la BMT Canarsie Line) de n'être empruntée par une seule desserte: les métros G. Par ailleurs, elle est la seule des trunk lines à ne pas transiter par Manhattan.

## Exploitation
La desserte G fonctionne en continu sur l'ensemble du tracé entre la station de Court Square dans le Queens et celle de Hoyt–Schermerhorn Streets à Brooklyn.
|     | Service | Parcours desservi                                            |
| --- | ------- | ------------------------------------------------------------ |
| (G) | Omnibus | Ligne complète (De Court Square à Hoyt–Schermerhorn Streets) |